# A Daughter of Australia (film 1912)
A Daughter of Australia è un cortometraggio muto del 1912 diretto da Gaston Mervale. Prodotto dall'Australian Life Biograph Company, sceneggiato e interpretato da Harry Beaumont, il film uscì il 12 febbraio 1912.
La storia è ambientata nei primi giorni della corsa all'oro in Australia.

## Produzione
Il cortometraggio fu prodotto dall'Australian Life Biograph Company. La compagnia, attiva negli anni 1911-1912, fallì nel maggio 1912, inglobata dall'australiana Universal Pictures.

## Distribuzione
Il film uscì nelle sale australiane il 12 febbraio 1912, presentato all'Alhambra Theatre di Sydney
Viene considerato un film perduto.